# Елкінс (Західна Вірджинія)
Елкінс (англ. Elkins) — місто (англ. city) в США, в окрузі Рендолф штату Західна Вірджинія. Населення — 6934 особи (2020).

## Географія
Елкінс розташований за координатами 38°55′27″ пн. ш. 79°51′16″ зх. д. / 38.92417° пн. ш. 79.85444° зх. д. (38.924144, -79.854355).  За даними Бюро перепису населення США в 2010 році місто мало площу 8,87 км², уся площа — суходіл. В 2017 році площа становила 9,39 км², уся площа — суходіл.

### Клімат
| Клімат : Елкінс         | Клімат : Елкінс | Клімат : Елкінс | Клімат : Елкінс | Клімат : Елкінс | Клімат : Елкінс | Клімат : Елкінс | Клімат : Елкінс | Клімат : Елкінс | Клімат : Елкінс | Клімат : Елкінс | Клімат : Елкінс | Клімат : Елкінс | Клімат : Елкінс |
| Показник                | Січ.            | Лют.            | Бер.            | Квіт.           | Трав.           | Черв.           | Лип.            | Серп.           | Вер.            | Жовт.           | Лист.           | Груд.           | Рік             |
| Абсолютний максимум, °C | 25,6            | 25,0            | 30,0            | 32,2            | 33,9            | 35,6            | 37,2            | 37,2            | 36,1            | 32,2            | 27,8            | 24,4            | 37,2            |
| Середній максимум, °C   | 3,9             | 6,0             | 10,9            | 17,1            | 21,5            | 25,5            | 27,2            | 26,8            | 23,2            | 17,8            | 11,8            | 5,7             | 16,5            |
| Середній мінімум, °C    | −7              | −5,8            | −2,2            | 2,6             | 7,5             | 12,6            | 15,0            | 14,4            | 10,4            | 3,6             | −0,8            | −5,2            | 3,8             |
| Абсолютний мінімум, °C  | −31,1           | −30             | −26,1           | −16,1           | −6,7            | −3,9            | 0,0             | 1,1             | −3,3            | −11,7           | −22,2           | −33,3           | −33,3           |
| Норма опадів, мм        | 82              | 79              | 101             | 97              | 130             | 112             | 136             | 98              | 92              | 72              | 86              | 83              | 1168            |
| Днів з опадами          | 17,9            | 15,5            | 16,4            | 15,2            | 15,4            | 14,8            | 14,4            | 12,8            | 11,1            | 11,5            | 13,2            | 16,7            | 174,9           |
| Днів зі снігом          | 12,8            | 10,5            | 7,4             | 3,4             | 0               | 0               | 0               | 0               | 0               | 0,5             | 3,8             | 10,0            | 48,4            |
| ----------------------- | --------------- | --------------- | --------------- | --------------- | --------------- | --------------- | --------------- | --------------- | --------------- | --------------- | --------------- | --------------- | --------------- |
| Джерело: NOAA           |                 |                 |                 |                 |                 |                 |                 |                 |                 |                 |                 |                 |                 |

## Демографія
Згідно з переписом 2010 року, у місті мешкали 7094 особи в 3038 домогосподарствах у складі 1756 родин. Густота населення становила 799 осіб/км².  Було 3421 помешкання (385/км²).
Расовий склад населення:
| - 96,5 % — білих - 1,2 % — чорних або афроамериканців - 0,8 % — азіатів - 0,2 % — корінних американців |

До двох чи більше рас належало 1,2 %. Частка іспаномовних становила 1,1 % від усіх жителів.
За віковим діапазоном населення розподілялося таким чином: 20,9 % — особи молодші 18 років, 61,5 % — особи у віці 18—64 років, 17,6 % — особи у віці 65 років та старші. Медіана віку мешканця становила 39,6 року. На 100 осіб жіночої статі у місті припадало 92,4 чоловіків;  на 100 жінок у віці від 18 років та старших — 87,2 чоловіків також старших 18 років.
Середній дохід на одне домашнє господарство  становив 52 673 долари США (медіана — 38 214), а середній дохід на одну сім'ю — 66 131 долар (медіана — 56 719). Медіана доходів становила 36 672 долари для чоловіків та 29 449 доларів для жінок. За межею бідності перебувало 19,4 % осіб, у тому числі 21,9 % дітей у віці до 18 років та 5,4 % осіб у віці 65 років та старших.
Цивільне працевлаштоване населення становило 3450 осіб. Основні галузі зайнятості: освіта, охорона здоров'я та соціальна допомога — 39,1 %, роздрібна торгівля — 11,7 %, мистецтво, розваги та відпочинок — 11,3 %.

## Відомі уродженці
- Патриція Кеннеді Грімстед — американська вчена-історикиня.